# Cirrus Airlines
Cirrus Airlines était une compagnie aérienne allemande, créée en février 1995 par Gerd Brandecker, qui était basée à l'aéroport de Mannheim et qui a obtenu sa licence pour assurer des vols réguliers en mars 1998.

## Historique

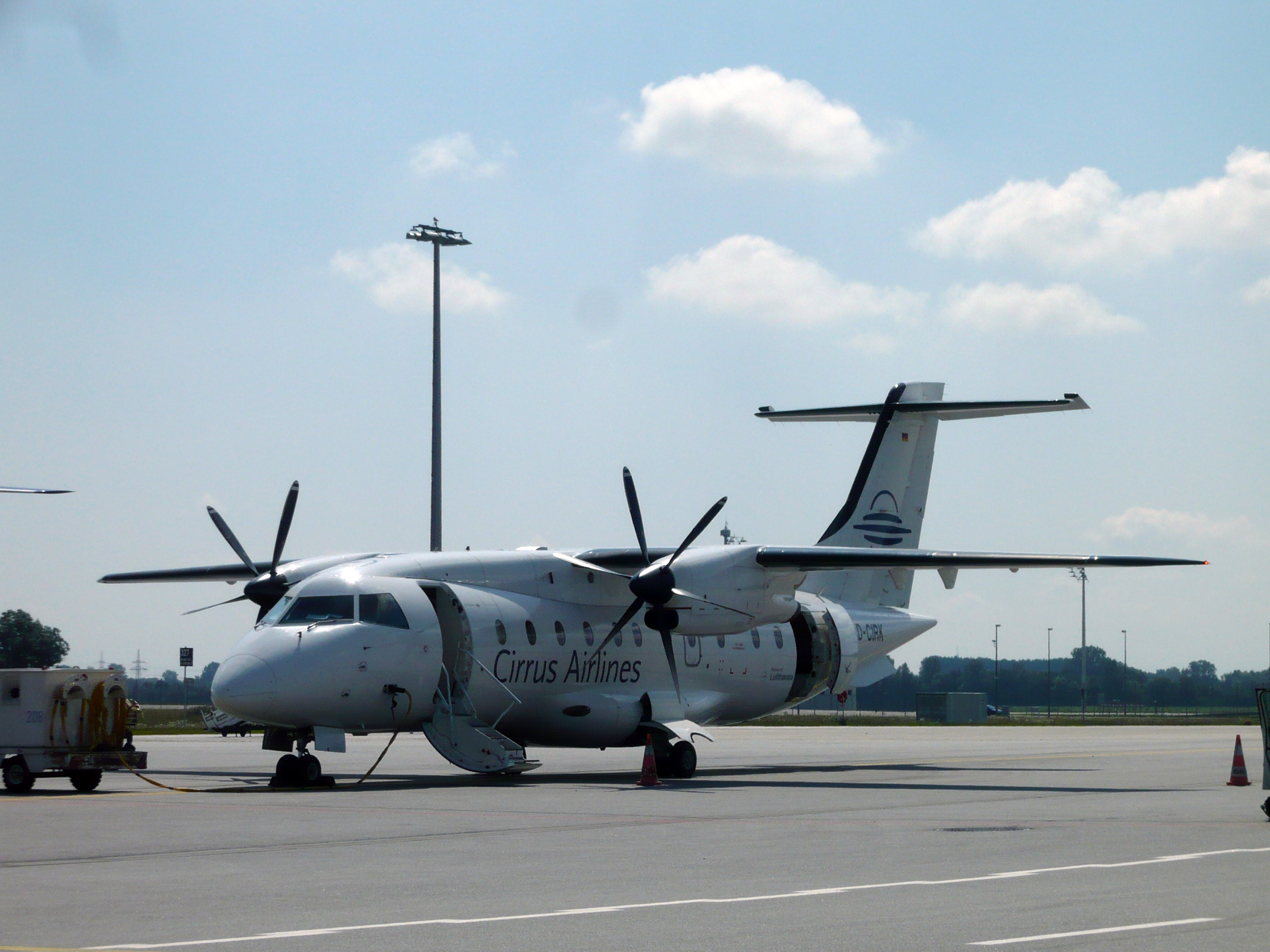
Dornier 328-100 de Cirrus Airlines

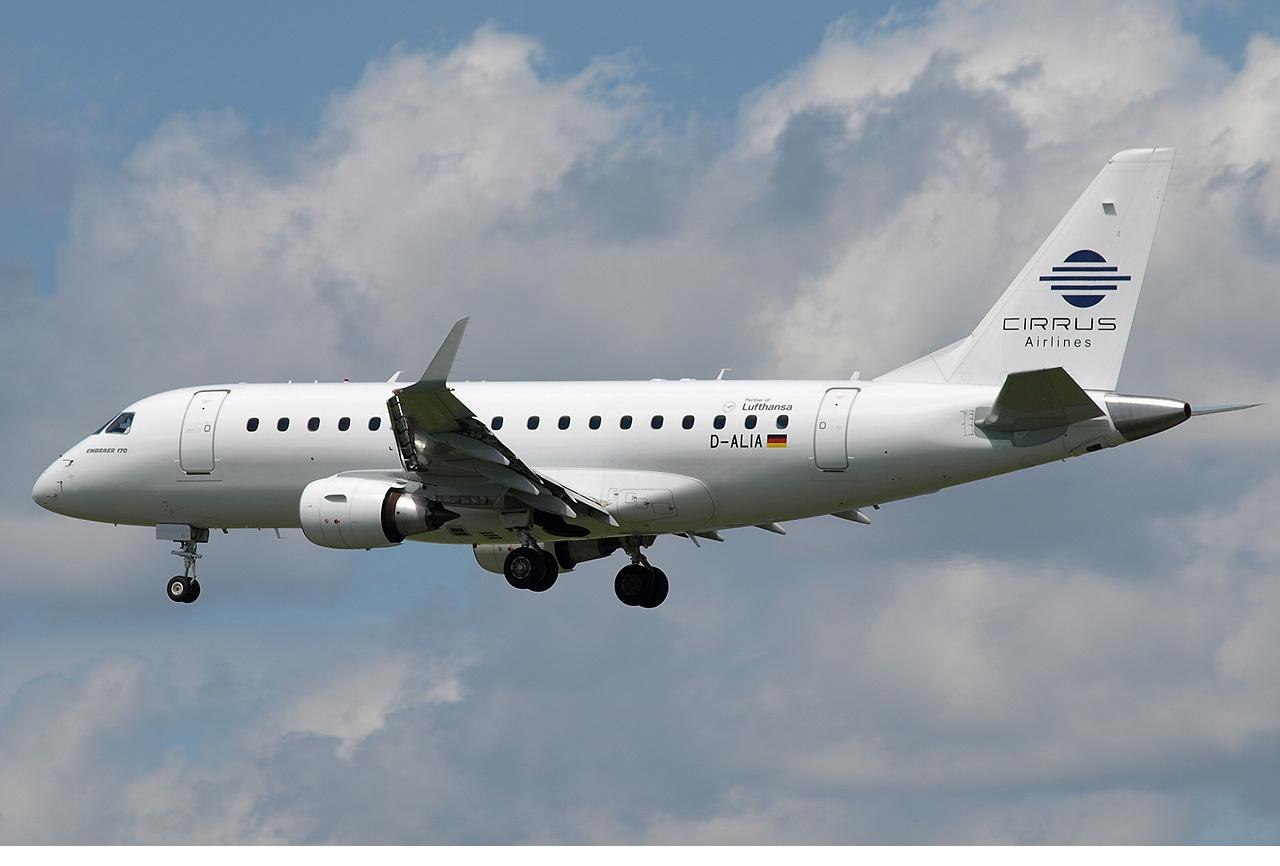
Embraer 170 de Cirrus Airlines.

Cirrus Airlines, dont le siège était à Sarrebruck, a été créé en 1995, avec comme but un service aérien régulier privilégiant la qualité sans condition. La compagnie proposait des vols réguliers, des charters, ainsi que des locations à d'autres compagnies aériennes (wetlease).
En 2000 la compagnie est devenue partenaire de Lufthansa et en 2005 membre IATA (International Air Transport Association). De par la coopération avec Lufthansa, le réseau aérien allemand de Cirrus Airlines était relié de manière très étroite avec les deux plateformes de la compagnie de Star Alliance que sont Francfort et Munich, et il existait une liaison en partage de code vers Zurich avec Swiss International Air Lines et vers Berne avec Lufthansa, ayant repris la ligne régulière à cette dernière. Au niveau européen, la compagnie était membre de l'European Regions Airline Association.
Les destinations allemandes principales était les capitales régionales de Munich, Hambourg, Stuttgart et Dresde, la capitale fédérale Berlin ainsi que Erfurt, Münster-Osnabrück et Mannheim. À l’étranger, la compagnie proposait des liaisons avec Billund au Danemark, Genève (dès le 5 mai), Kichinev en Europe de l’Est ainsi que Zurich, Berne et Salzbourg.
En 2010 plus d’un demi-million de passagers avait voyagé à bord des jets Embraer et Dornier de beaucoup d’aéroports, de grandes villes et de capitales.
Cirrus Airlines était une entreprise d'Aviation Investment GmbH qui, en 2011, employait avec Cirrus Maintenance, Cirrus Service, et nana tours plus de 400 personnes et douze appareils.
Le 20 janvier 2012, la compagnie aérienne cessa ses opérations.

## Au cinéma
Dans le film Amour et Turbulences (2013), l'A380 où se déroule une grande partie du film, est au nom de Cirrus Airlines (mais avec une police de caractères et un logo différent). Au moment de la sortie du film, la compagnie avait cessé ses activités depuis déjà un an et n'a jamais possédé d'A380.